# ساناهین
ساناهین (به ارمنی: Սանահին) روستایی است در شمال استان لوری کشور ارمنستان.

## جغرافیا
روستای ساناهین با یک تله‌کابین با شهر آلاوردی پیوند دارد و امروزه بخشی از شهر آلاوردی بشمار می‌آید.

## وجه تسمیه
نام ساناهین در ارمنی به معنای «کهنتر از آن یکی» است و مراد قدیمی‌تر بودن صومعه ساناهین از صومعه هاغپات است. دو روستای ساناهین و هاغپات در دو سوی دره‌ای ژرف و بر روی دو دشت قرار گرفته‌اند و دید زیبایی به همدیگر دارند. این صومعه‌ها متعلق به کلیسای حواری ارمنی هستند و در محدوده آنها چلیپاسنگ‌ها (خاچکارها)ی زیادی پراکنده‌است.

## مشاهیر
بزرگ‌ترین موسیقی‌دان ارمنی یعنی سایات‌نووا (هاروتیون سایاتیان) نیز احتمالاً زاده ساناهین است.
هواپیماساز سرشناس، آرتم میکویان، که یکی از پدران هواپیمای میگ است (نام میگ کوتاه‌شده میکویان است) و برادرش آناستاس میکویان که طولانی‌ترین دوره خدمت در دفتر سیاسی شوروی (پولیت‌بورو) را داشت هر دو در ساناهین به دنیا آمده‌اند.

## مکان‌های تاریخی
شهرت ساناهین به خاطر صومعه معروف آن است که به همراه صومعه هاغپات که در نزدیکی آن واقع شده در فهرست میراث جهانی یونسکو قرار دارند. صومعه ساناهین در سده ۱۰ میلادی بنیاد گشت و به عنوان کانون آموزش تذهیب و خوش‌نویسی به نام بوده‌است.

## نگارخانه

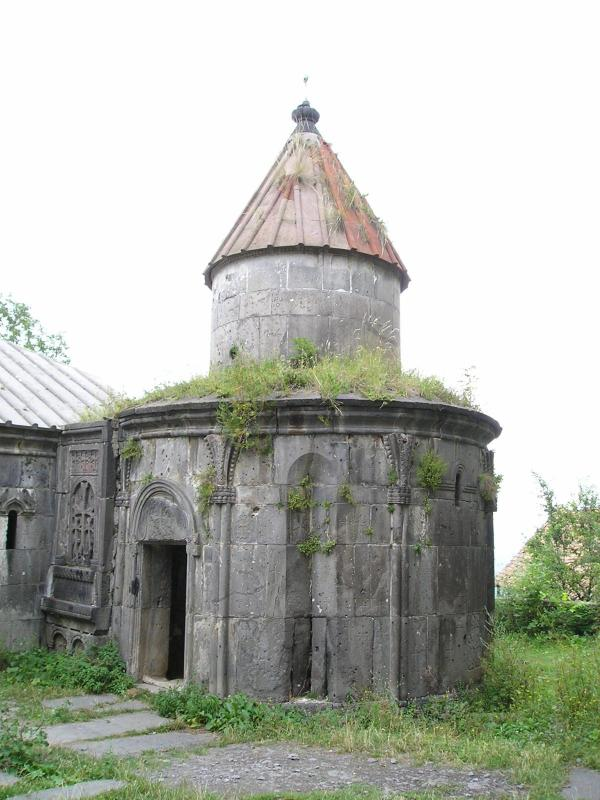
چاپل گریگوری مقدس
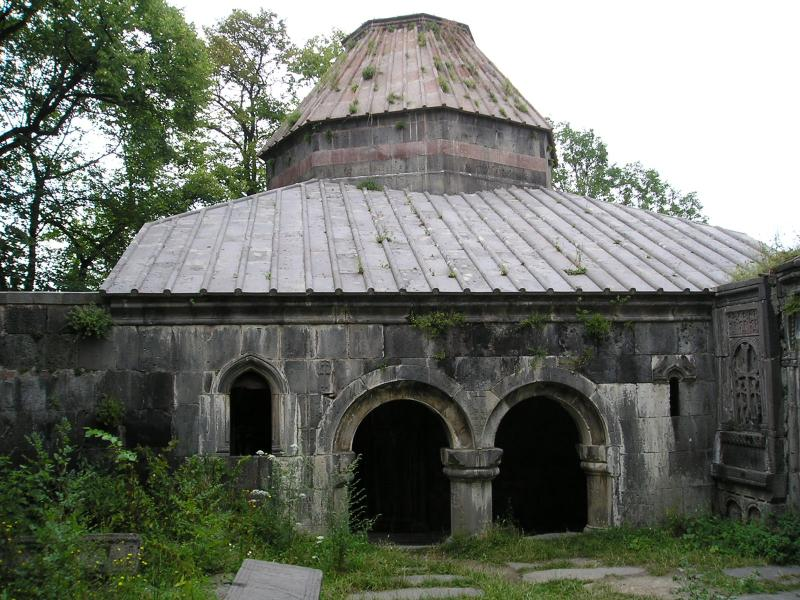
کتابخانه صومعه
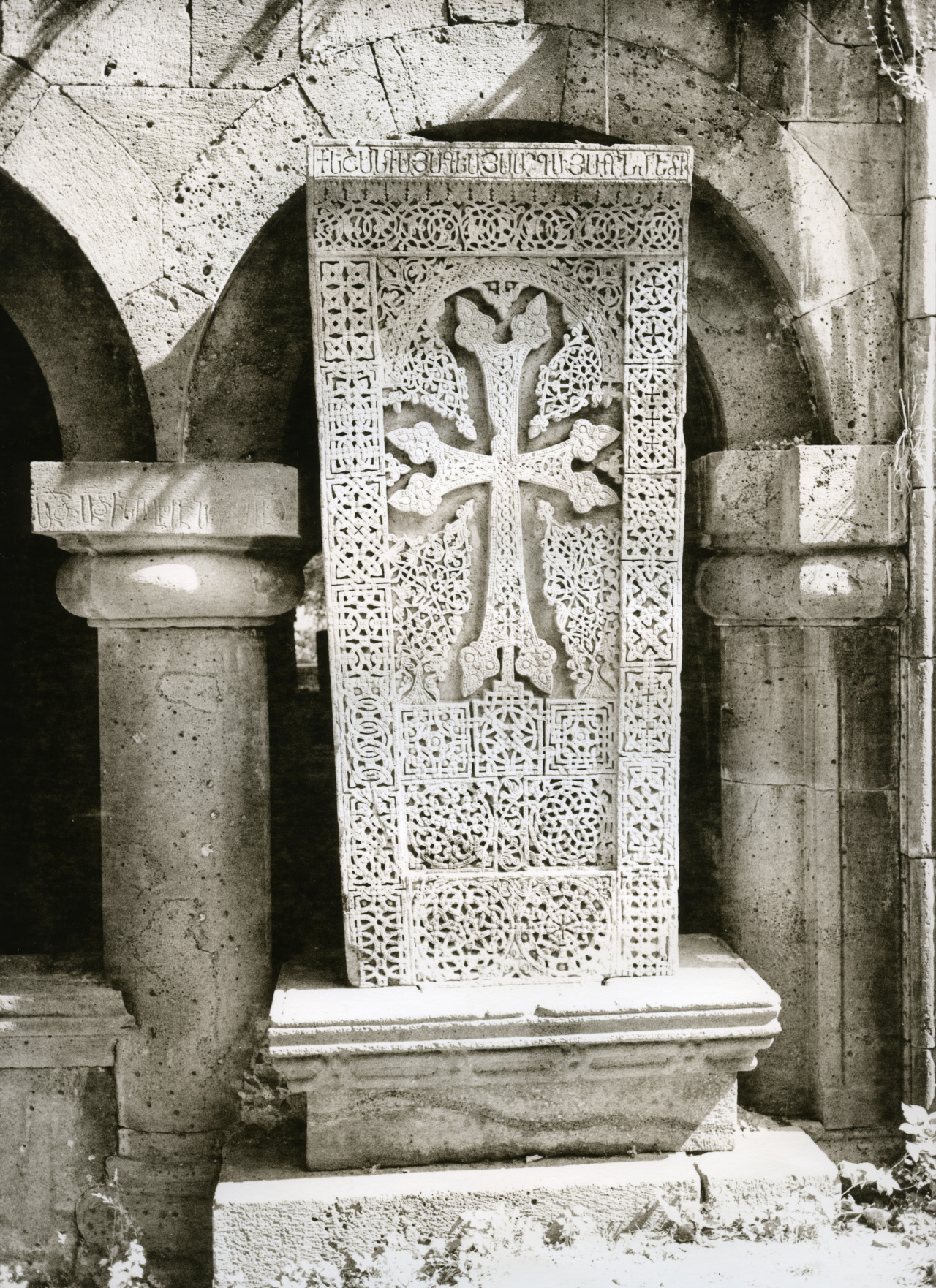
جزئیات خاچکار داخل صومعه
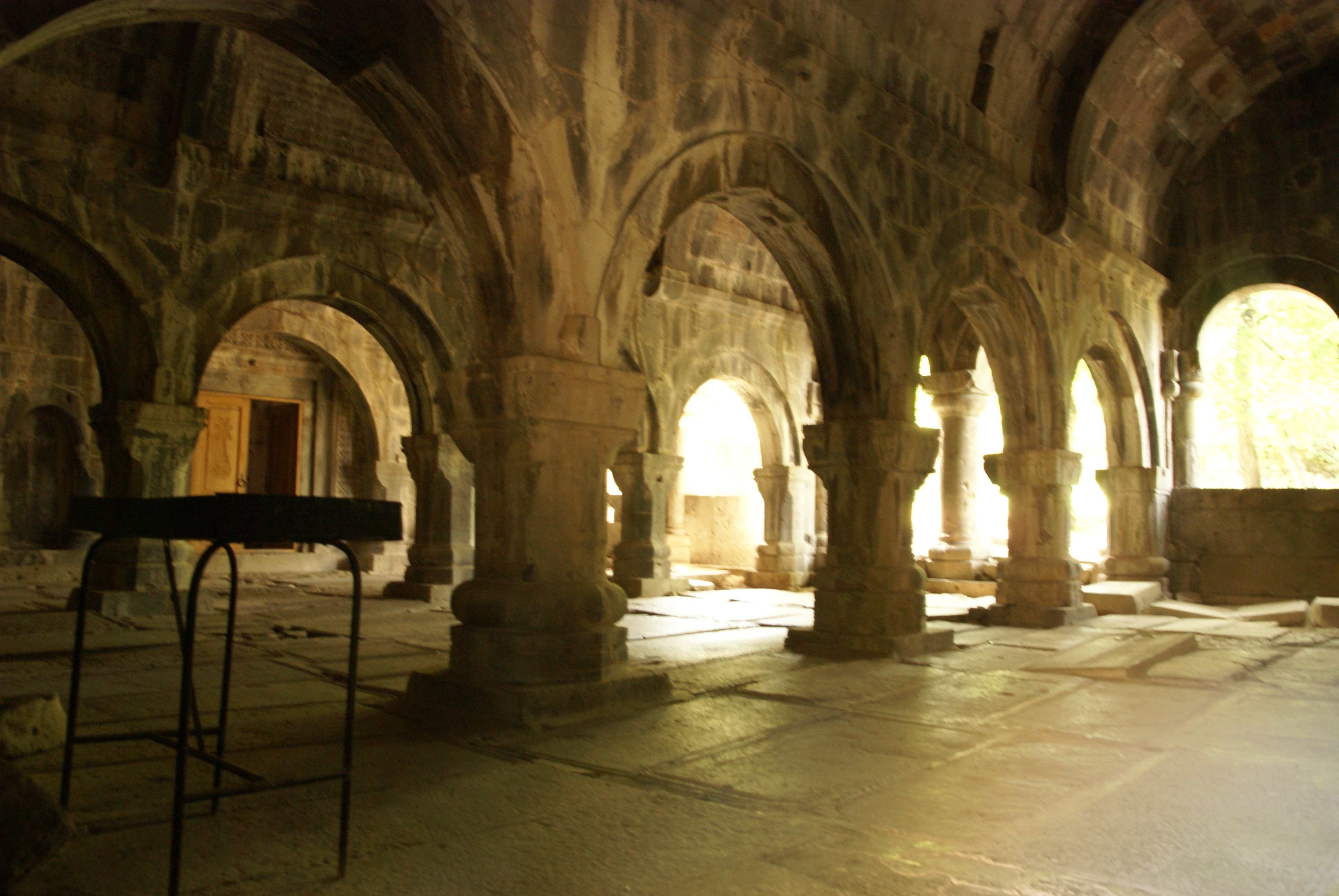
ورودی صومعه